# Принц привидение
«Принц привидение» — советский фильм 1990 года режиссёра Сапармухаммеда Джаллыева.

## Сюжет
Фильм-сказка — «фэнтези с восточным колоритом» на тему восточного фольклора по мотивам новелл Вашингтона Ирвинга.
Еще ребёнком принц Ахмет был заточён в замок властолюбивым, но изнеженным и трусливым Султаном и его подлым доносчиком и завистником Визирем. Когда принц подрос, султан из страха потерять престол приказал визирю любым способом избавиться от юноши… Ахмет, впервые увидев из стен крепости — роскошного места своего заточения — издали девушку Ясмину, желает найти её, и его добродетельный учитель помогает ему бежать…

## В ролях
- Рустам Уразаев — Ахмет, принц
- Эммануил Виторган — визирь
- Михаил Светин — султан
- Елена Паршина — Ясамин, принцесса
- Екатерина Урманчеева — Бияна, подруга принцессы
- Артык Джаллыев — старик-водонос
- Ментай Утепбергенов — наставник принца
- Курбан Кельджаев — Бахтияр, начальник стражи
- Ягшымурад Акыев — эпизод
- Татьяна Рустамова — эпизод
- Аман Байрамбердыев — эпизод
- Чары Ишанкулиев — эпизод
- Оразмурад Гуммадов — эпизод

## О фильме
По опросу читателей журнала «Советский экран» среди советских фильмов кинопроката 1990 года фильм занял 8-е место.
Хотя фильм производства киностудии «Туркменфильм», но натурные съёмки велись не в Туркмении, а на черноморском побережье Крыма.

Получился зрелищный фильм, ярко костюмированный, с применением комбинированных съёмок, пиротехники, световых и прочих эффектов, которые создают особый колорит сказки. История чувсть героев — главная тема сценария В. Федосеева и тот глубинный пласт, который составляет суть фольклорного сюжета.— Детское кино Туркменистана: монография / Г. Г. Агаева. — Ашхабад: Ылым, 1991. — 101 с. — стр. 41